# تريمي ماكولي
تريمي ماكولي (بالسويدية: Trimi Makolli)‏ (7 يونيو 1992 ببريشتينا في كوسوفو - ) هو لاعب كرة قدم سويدي في مركز الهجوم. شارك مع منتخب السويد تحت 17 سنة لكرة القدم. أما مع النوادي، فقد لعب مع نادي يورغوردينس وIK Frej ‏ ونادي فاسالوندس.

## وصلات خارجية
- تريمي ماكولي على موقع اتحاد السويد (السويدية)
- تريمي ماكولي على موقع قاعدة بيانات كرة القدم.إي يو (الإنجليزية)
- تريمي ماكولي على موقع Soccerway.com (الإنجليزية)